# Big Joe Turner
Big Joe Turner, właśc. Joseph Vernon Turner, Jr. (ur. 18 maja 1911 w Kansas City, zm. 24 listopada 1985 w Inglewood) – amerykański bluesman związany z takimi stylami jak jump i screaming blues, charakteryzującymi się energią i krzykliwym śpiewem. Oba style zapoczątkowały gatunki rock and roll i rytm and blues. Big Joe Turner był także pionierem obu gatunków.
W latach pięćdziesiątych, w wieku ponad czterdziestu lat stał się gwiazdą rock and rolla, śpiewając takie przeboje jak
- Well All Right
- Flip Flop and Fly
- Hide and Seek
- Morning, Noon and Night'
- The Chicken and the Hawk
- Corrine Corrina

W 1987 Big Joe Turner został wprowadzony do Rock and Roll Hall of Fame.

## Dyskografia Big Joe Turnera
- 1953 Joe Turner Sings Kansas City Jazz
- 1956 Boss of the Blues
- 1956 Big Joe Rides Again
- 1958 Rockin' the Blues
- 1958 Joe Turner
- 1959 Big Joe Is Here
- 1960 Joe Turner and the Blues
- 1967 Singing the Blues
- 1969 Bosses of the Blues, Vol. 1
- 1971 Texas Style
- 1972 Flip, Flop & Fly
- 1973 Roll 'Em
- 1974 Life Ain't Easy
- 1974 The Trumpet Kings Meet Joe Turner
- 1975 Everyday I Have the Blues
- 1976 The Midnight Special
- 1977 Things That I Used to Do
- 1977 In the Evening
- 1982 Nobody in Mind
- 1983 Blues Train
- 1984 Kansas City Here I Come
- 1985 Patcha, Patcha All Night Long
- 1996 Have No Fear, Joe Turner Is Here
- 2002 Texas Style [Black & Blue]
- 2002 Story to Tell
- 2002 Sun Risin Blues
- 2002 Rocks in My Head
- 2003 Live